# Карл Урбан
Карл Урбан (англ. Karl Urban; нар. 7 червня 1972) — новозеландський актор кіно і телебачення, найбільш відомий ролями Лорда Ваако у фільмі «Хроніки Ріддіка», Еомера в трилогії «Володар Перснів», Скредж з фільму «Тор: Раґнарок» і Судді Дредда в однойменному фільмі 2012 року. Також грає Біллі «М'ясника» Бутчера у популярному телесеріалі «Хлопаки».

## Ранній період життя
Карл-Гайнц Урбан народився 7 червня 1972 в новозеландському місті Веллінгтоні, син емігрантів із Німеччини. Батько — власник магазину шкіряних виробів. Мати працювала у продюсерській компанії, завдяки чому Карл дебютував на екрані місцевого телебачення у віці 8-ми років у епізоді новозеландського серіалу «Pioneer Woman». Навчався у англіканській церковній школі святого Марка (з 2-ох до 8 років), потім у звичайній середній школі; пізніше — у Веллінгтонському коледжі (1986–1990), після чого вступив до Вікторіанського університету у Веллінгтоні, де провчився лише рік — закінчити йому завадила кар'єра в кіно. Протягом кількох наступних років він знявся у кількох рекламних роликах, зіграв кілька театральних ролей, потім переїхав до Окленда, де грав у місцевому шоу (однією з ролей був персонаж-наркоман у поліцейській драмі «Акула в парку»). Роль, яка подарувала йому місцеву славу — це гей-парамедик Джемі Форрест у хіті новозеландського телебачення серіалі «Шортленд-стріт» (сезон 1993–1994).
Згодом Карл Урбан переїхав на Бонді Біч (передмістя Сіднею, Австралія), а через рік, у 1995 році повернувся до Нової Зеландії.

## Кар'єра

### Новозеландські ролі
Нарівні з появою в кінофільмах і телешоу, Урбан грав у театрі і знімався у телерекламі. У лютому-березні 1998 року брав участь у постановці «Трав'яне ліжко» («The Herbal Bed») у театрі «Мейдмент» (Maidment Theatre) у Окленді. У серпні 1998-го він зіграв роль Марка Антонія у «Шекспіровому Юлії Цезарі» від Оклендської Театральної Трупи (Auckland Theatre Company's). Наступного року він брав участь у класичній новозеландській постановці «Крик крайньої плоті» («Foreskin's Lament») Оклендської Театральної Трупи.
Урбана можна було побачити у американських серіалах «Геркулес: Легендарні подорожі» і похідному від нього серіалі «Ксена: принцеса-воїн», де він зіграв повторювані ролі Купідона і Юлія Цезаря з 1996 по 2001 роки. Також він зіграв роль Майла в епізоді «Держави на заклання» 5-го сезону («Список Ксени») серіалу про Ксену. Обидва серіали (про Геракла і про Ксену) знімали в Новій Зеландії і залучали туди новозеландських акторів. 2001 року він з'являється у оригінальному «сільському романсі» «Ціна молока», за яку він отримав свою першу номінацію на Премію від Новозеландської асоціації кіно і телебачення (New Zealand Qantas Film and Television Awards), а головне — завдяки якій його почали упізнавати глядачі усього світу. Пізніше Урбан переміг у кастингу на біографічну роль поліцейського Ніка Гарві у «Коли мине сум» («Out of the Blue»), драмі про новозеландську «різанину в Арамоана», за яку його відзначено Новозеландською асоціацією кіно і телебачення за найкращу другорядну роль (Qantas Film and Television Award for Best Supporting Actor) у 2008 році.

### Міжнародні ролі
Першим досвідом Урбана у Голлівуді була роль у фільмі жахів «Корабель-привид». Із того часу він постійно грає у багатьох високобюджетних фільмах, включаючи другу і третю частину кінотрилогії «Володар Перснів» (Володар перснів: Дві вежі and Володар перснів: Повернення короля), фільмах «Перевага Борна», «Хроніки Ріддіка», «Зоряний шлях» і «Doom»
Часопис «The Hollywood Reporter» припускав, що Урбан був одним із кількох акторів, яких розглядали на роль британського секретного агента 007 у фільмі «Казино Рояль» його товариша — новозеландського режисера Мартіна Кемпбелла. Зрештою, роль дісталася Деніелові Крейгу. Замість того Карл Урбан зіграв роль Джона «Женця» Грімма у фільмі студії «Universal Pictures» під назвою «Doom» (на основі популярної гри-стрілялки «Doom»), котрий з'явився у кінотеатрах 21 жовтня 2005-го року. А вже 2007-го актор знімався у фільмі «Слідопит» (про вікінгів у стародавній Америці).
Актор зізнався, що йому давно подобаються вестерни, тому він погодився зіграти роль рейнджера Вудро еФ. Кола у фільмі «Місяць команчів» (2008), серіалі від компанії «CBS», який є приквелом до фільму "Ранчо «Самотній голуб».

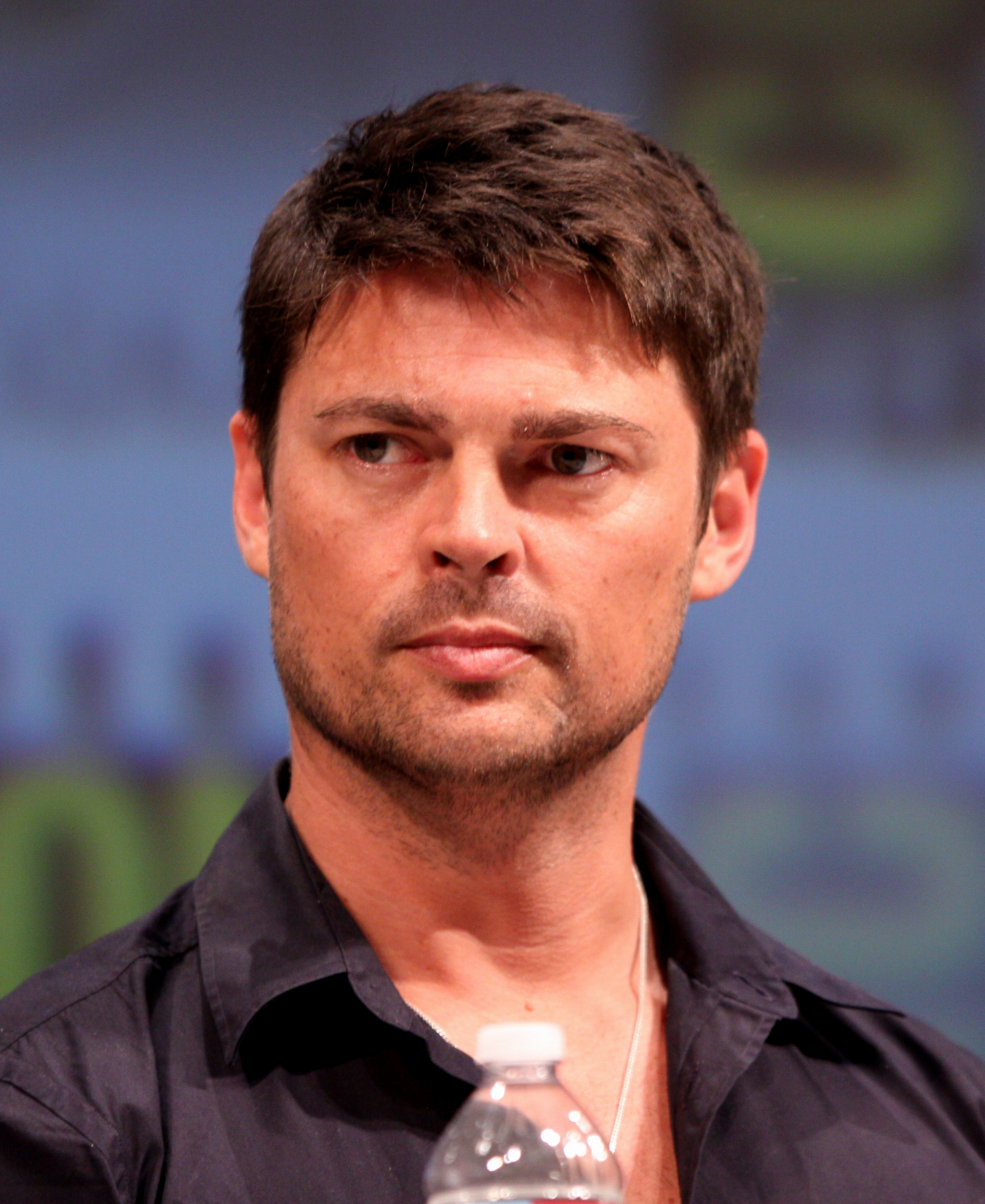
Карл Урбан на фестивалі «San Diego Comic-Con International» у липні 2010 р.

У 2009 році Урбан зіграв роль доктора Леонарда МакКоя у одинадцятій екранізації «Star Trek». Виявилося, що у Карла надзвичайно багато фільмів, від яких він фанатіє ще з дитинства, тож він активно добивався своєї участі у фільмі. Усе ж, його виконання ролі схвально оцінили фани спільноти «Star Trek» через «вірність духу МакКоя Келлі».
2009-го ж року Карл Урбан знявся у документальному фільмі «Досконалість клинка» («Reclaiming the Blade»), де він зіграв самого себе; фільм присвячено сценічній хореографії бою з мечем у фільмах як трилогія «Володар Перснів».
Наступна роль Карла Урбана у кіно — це вбивця Вільям Купер, агент ЦРУ у фільмі «RED», адаптацію коміксу від компанії «DC Comics» «роману у картинках» «Ред: Дикий штурм»; у фільмі також знімалися Брюс Вілліс і Гелен Міррен. Потім його персонажем був Чорний Капелюх (Black Hat), Священик-відступник-вампір із фільму-адаптації корейського коміксу-манхве Священик, що вийшов у 3D-формматі у 2011 році.
2012-го Урбан знімається у титульній (і першій своїй головній) ролі Судді Дредда у «однойменному фільмі». У інтерв'ю для журналу «Shave Magazine» Карл описував цей фільм як «заправлений високооктановим екшеном бойовик… про один день із життя Дредда». режисером фільму був Піт Трейвіс, сценарій написав культовий автор Алекс Гарленд. Хоча фільм мав низькі касові збори, «Суддю Дредда» досить схвально сприйняли критики.
Знову Карла було помічено поміж акторського складу малобюджетного трилера «Лофт» (2012), римейку бельгійського фільму з тією ж назвою 2008-го року. Фільм знімав режисер фільму-попередника Ерік ван Лой у Новому Орлеані і в Бельгі. Також Урбан у 2012 році устиг знятися у сиквелах до Ріддіка (реліз у 2013-му) і «Зоряний шлях» — «Зоряний шлях у пітьму» (реліз перепризначено на 17 травня 2013 р.). Крім того, актор закінчує роботу у фентезі «Чудо» і фільм про викрадачів авто «Швидка їзда».

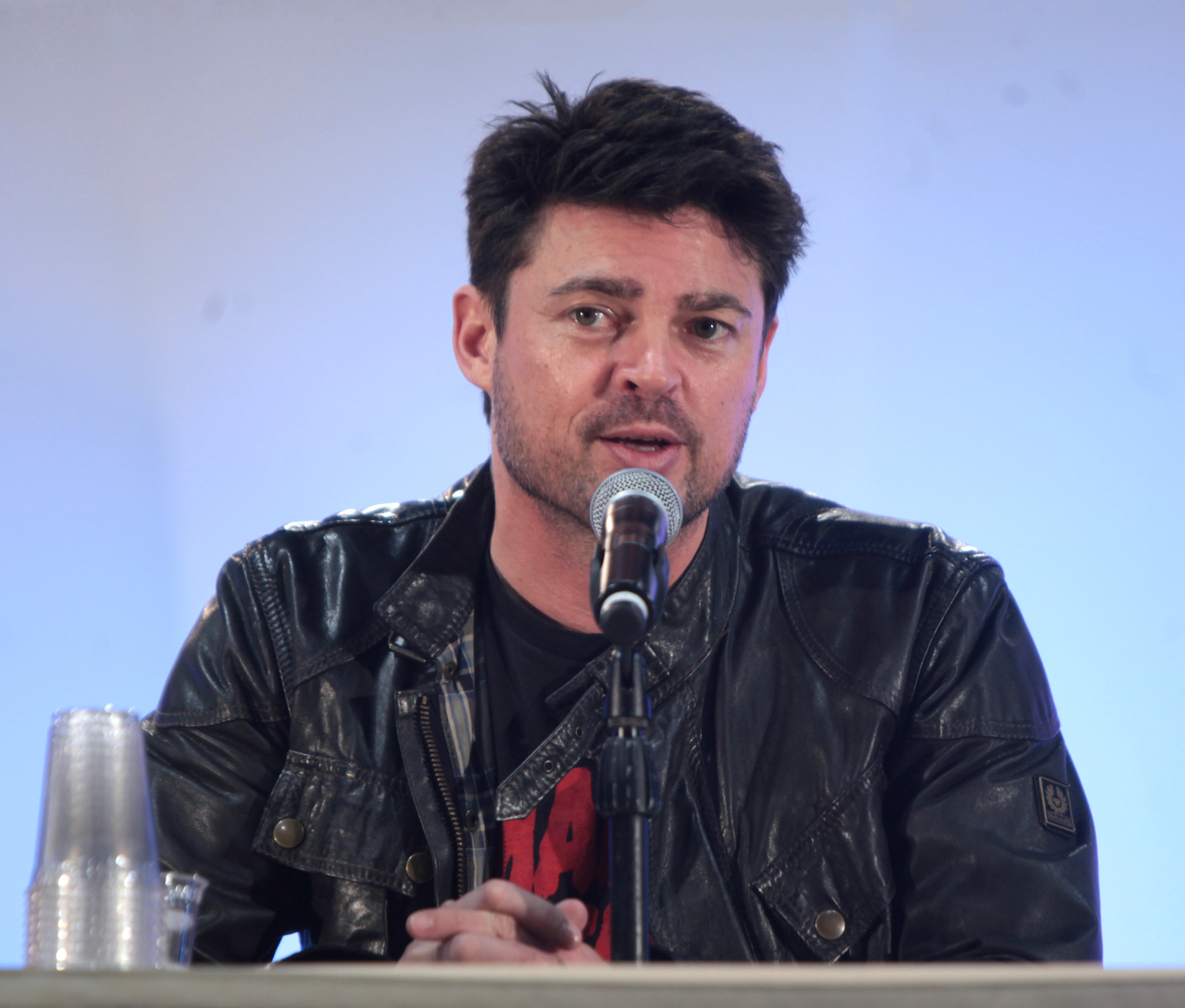
Урбан на Phoenix Comicon у травні 2015 року

У 2013 році Урбан знявся в ролі детектива Джона Кеннекса в серіалі «Майже людина», створеному Дж. Дія серіалу розгортається через 35 років у майбутньому, коли поліцейські поліції Лос-Анджелеса працюють у парі з живими андроїдами. Урбан зіграв детектива, який відчуває неприязнь до роботів, але врешті-решт потрапляє в команду до робота з емоційними почуттями. Далі Урбан з'явився в ансамблевому трилері «Лофт», ремейку однойменного бельгійського фільму. Його знімав у Новому Орлеані та Бельгії режисер оригіналу 2008 року Ерік Ван Лой. У січні 2015 року Урбан замінив Майкла К. Холла в ролі головного антагоніста в ремейку «Дракона Піта» 2016 року.
У 2017 році він зіграв Скерджа у фільмі «Тор: Раґнарок». Також у 2017 році Урбан зіграв поліцейського-психопата у бойовику «Акти помсти» проти Антоніо Бандераса та Роберта Форстера.  Урбан зіграв епізодичну роль штурмовика у фільмі «Зоряні війни: Скайвокер. Сходження» у 2019 році. Він озвучив головну роль у мультфільмі «Морське чудовисько» у 2022 році.
З 2019 року Урбан знімається в ролі Вільяма «Біллі» Бутчера в серіалі «Хлопаки» на Amazon Prime.

## Приватне життя

##### Сім'я
16 вересня 2004 року Карл-Гайнц Урбан одружився з Наталі Віонжі (Natalie Wihongi), гримеркою, із якою познайомився на зйомках «Каперів» 2004-го року. Виховує двох синів — Гантера (народився в листопаді 2000 року) та Індіану (народився в січні 2006 року). Імена у дітей непрості, їх вибирала дружина актора: наприклад, Індіану вона назвала на честь свого улюбленого кіногероя Гаррисона Форда. Карл не заперечував, тим більше що йому доручили також важливу місію — назвати собаку. Актор дав їй кличку Айрі, на честь пісні Боба Марлі «Feeling Irie».

##### Характер і навички
- Попри міцний потиск руки, який він демонструє при зустрічі, у спілкування Карл є легким і веселим чоловіком.
- Приятельські стосунки пов'язують Карла з багатьма партнерами на знімальному майданчику; із Віго Мортенсеном після «Володаря перснів» вони стали друзями. «Дуже цінно мати друга, котрий старший за тебе і вже пройшов багато із того, що тобі тільки належить пройти», — говорить сам актор. «Я намагаюся навчатися на його помилках»
- Перед початком знімального процесу «Володаря перснів» актор цілими днями навчався верховій їзді (прагнув навчитися правити конем лівою рукою) і хореографії бою на мечах.
- Для фільму «Ред» довго і вперто вивчав методику рукопашного бою. У первинному варіанті «бійка» Карла і Брюса Вілліса була іще брутальнішою — тож режисер вилучив частину моментів.
- У спорті надає перевагу серфінгу і скелелазінню.[17]

##### Звички і уподобання
- Шість місяців на рік актор живе в Новій Зеландії, решту шість — працює в Лос-Анджелесі. «Я хочу, щоб у моїх дітей було нормальне дитинство. Ну і потім, подивіться на ось це», — актор відкриває свій ноутбук і показує […особисте] відео: сяє сонячний день, найчистіша вода, райські красоти, і насамкінець — щасливе обличчя актора. «А ви ще не знаєте, яка там риболовля!»
- «Я живу недалеко від пляжу Санта-Моніки [Лос-Анжелес], де можна кататися на серфі. Для мене важливо, щоби під боком був океан. Можна навіть не кататися самому, а подивитися на інших серферів, послухати шум хвиль…» — говорить Карл Урбан.
- Серед улюблених музикантів Карл зазначає «Red Hot Chili Peppers», Ніка Кейва, Лорин Гілл, Pixies і Майлза Дейвіса.
- Уболіває за Новозеландську збірну з регбі (New Zealand All Blacks).[25]
- «У житті для мене зразком справжнього героя є Роб Голл, інструктор зі скелелазання з Нової Зеландії», — каже актор. — «У травні 1996 р. на Евересті його групу накрила снігова буря. Він відправив усіх людей униз, а сам Голл залишився у крижаному пеклі разом із клієнтом, що втратив свідомість. І замерз разом із ним. Оце я вважаю чистим героїзмом. Те ж саме можна сказати і про пожежників, котрі під час [т.зв.] терактів 11 вересня бігли у башти-близнюки, що руйнувалися, — коли решта людей мчали геть ізвідти. Оце реальність, а не якесь кіношне лайно про героїв».
- «Я люблю погоні в кіні. Є у них щось від первісних інстинктів мужчини — переслідувати свою здобич завжди цікаво», — міркує Карл, здобиччю якого у «Перевазі борна» був Мет Деймон, а місцем погоні — похмура і непривітна Москва [бо через московську бюрократію знімати погоню довелося у Німеччині, решту антуражу домалював комп'ютер — Авт.]. За час зйомок розбили 7 «Гелендвагенів», якими керував Карл, 6 седанів «Mercedes», які виконували «ролі» машин ФСБ, і, звичайно ж, «шісток» набили достатньо.
- Карл Урбан їздить на класичному американському маслкарі — «Dodge Challenger SRT8» (V8 6,4 літра, 470 кін.сил). «Це дуже голосна тачка — ти ще лишень повертаєш на вулицю, а люди вже чують, що ти приїхав», — сміється актор.[17]

##### Громадська діяльність
Карл-Гейнц Урбан стоїть на службі почесним послом «KidsCan», благодійної організації, яка на цей час підтримує більше 16000 дітей із неблагополучних сімей в Новій Зеландії шляхом надання їм речей першої необхідності, таких як продукти харчування, одяг і взуття.

## Фільмографія

### Кінофільми
| Рік  |    | Українська назва                   | Оригінальна назва                             | Роль                        |
| ---- | -- | ---------------------------------- | --------------------------------------------- | --------------------------- |
| 1992 | ф  |                                    | Chunuk Bair                                   | солдат                      |
| 1998 | ф  |                                    | Heaven                                        | прибиральник                |
| 1998 | ф  |                                    | Via Satellite                                 | Пол                         |
| 2000 | ф  |                                    | The Irrefutable Truth about Demons            | Гаррі Баллард               |
| 2000 | ф  |                                    | The Price of Milk                             | Роб                         |
| 2002 | ф  | Корабель-привид                    | Ghost Ship                                    | Мандер                      |
| 2002 | ф  | Володар перснів: Дві вежі          | The Lord of the Rings: The Two Towers         | Еомер                       |
| 2003 | ф  | Володар перснів: Повернення короля | The Lord of the Rings: The Return of the King | Еомер                       |
| 2004 | ф  | Хроніки Ріддіка                    | The Chronicles of Riddick                     | Ваако                       |
| 2004 | ф  | Перевага Борна                     | The Bourne Supremacy                          | Кирило                      |
| 2005 | ф  | Doom                               | Doom                                          | Джон Грімм                  |
| 2006 | ф  | Зненацька                          | Out of the Blue                               | Нік Гарві                   |
| 2007 | ф  | Слідопит                           | Pathfinder                                    | Примара                     |
| 2009 | ф  | Зоряний шлях                       | Star Trek                                     | Леонард МакКой              |
| 2010 | ф  | І настане темрява                  | And Soon the Darkness                         | Майкл                       |
| 2010 | ф  | Ред                                | Red                                           | Вільям Купер                |
| 2011 | ф  | Священик                           | Priest                                        | Чорний Капелюх              |
| 2012 | ф  | Суддя Дредд                        | Dredd                                         | Суддя Дредд                 |
| 2013 | ф  | Зоряний шлях: Політ у пітьму       | Star Trek Into Darkness                       | Леонард МакКой              |
| 2013 | ф  | Ріддік                             | Riddick                                       | Ваако                       |
| 2013 | ф  | Прогулянка з динозаврами           | Walking with Dinosaurs                        | Зак                         |
| 2014 | ф  | Лофт                               | The Loft                                      | Вінсент Стівенс             |
| 2016 | ф  | Стартрек: За межами Всесвіту       | Star Trek Beyond                              | Леонард МакКой              |
| 2016 | ф  | Дракон Піта                        | Pete's Dragon                                 | Гевін Мегарі                |
| 2017 | ф  | Тор: Раґнарок                      | Thor: Ragnarok                                | Скердж                      |
| 2017 | ф  | Обітниця мовчання                  | Acts Of Vengeance                             | Строде                      |
| 2017 | ф  | Шибеник                            | Hangman                                       | детектив Вілл Руїні         |
| 2018 | ф  | Схильність                         | Bent                                          | Денні Галлагер              |
| 2019 | ф  | Зоряні війни: Скайвокер. Сходження | Star Wars: The Rise of Skywalker              | штурмовик (камео)           |
| 2022 | мф | Морське чудовисько                 | The Sea Beast                                 | Джейкоб Голланд (озвучення) |
| 2025 | ф  | Мортал Комбат 2                    | Mortal Kombat 2                               | Джонні Кейдж                |
|      | мф | Я, Об'єкт                          | I, Object                                     |                             |

### Телебачення
| Рік       |    | Українська назва              | Оригінальна назва                | Роль                                                |
| --------- | -- | ----------------------------- | -------------------------------- | --------------------------------------------------- |
| 1990      | с  |                               | Shark in the Park                | Роанн Мердок (6 епізодів)                           |
| 1993      | с  |                               | White Fang                       | Девід (Епізод: "Tough Kid")                         |
| 1993—1994 | с  |                               | Shortland Street                 | парамедик Джеймі Форрест (24 епізоди)               |
| 1996      | с  | Геркулес: Легендарні подорожі | Hercules: The Legendary Journeys | Купідон (Епізод: "The Green-Eyed Monster")          |
| 1996—2001 | с  | Ксена: принцеса-воїн          | Xena: Warrior Princess           | Мейл / Гай Юлій Цезар / Купідон / Кор (12 епізодів) |
| 1998      | с  | Геркулес: Легендарні подорожі | Hercules: The Legendary Journeys | Гай Юлій Цезар (Епізод: "Render Unto Caesar")       |
| 2008      | с  | Місяць Команчі                | Comanche Moon                    | Роанн Мердок (3 епізоди)                            |
| 2013      | с  | Майже людина                  | Almost Human                     | Джон Кеннекс (13 епізодів)                          |
| 2019—2026 | с  | Хлопаки                       | The Boys                         | Біллі Бутчер (5 сезонів)                            |
| 2023      | с  | Покоління V                   | Gen V                            | Біллі Бутчер (Епізод: "Guardians of Godolkin")      |
| 2024      | мс |                               | Ark: The Animated Series         | Боб (Епізод: "Element 1")                           |

### Відеоігри
| Рік  |    | Українська назва                  | Оригінальна назва                 | Роль           |
| ---- | -- | --------------------------------- | --------------------------------- | -------------- |
| 2013 | вг | Star Trek                         | Star Trek                         | Леонард МакКой |
| 2023 | в  | Armored Core VI: Fires of Rubicon | Armored Core VI: Fires of Rubicon | (трейлер)      |
| 2024 | вг | Ark: Survival Ascended            | Ark: Survival Ascended            | Боб            |